# Carnal Knowledge
Carnal Knowledge is een Amerikaanse dramafilm uit 1971 onder regie van Mike Nichols. In Nederland werd de film destijds uitgebracht onder de titel Zinnelijke gemeenschap.

## Verhaal
Sandy en Jonathan zijn twee kamergenoten op de universiteit, die hun fantasieën over vrouwen met elkaar delen.

## Rolverdeling
| Acteur         | Personage |
| -------------- | --------- |
| Jack Nicholson | Jonathan  |
| Ann-Margret    | Bobbie    |
| Art Garfunkel  | Sandy     |
| Candice Bergen | Susan     |
| Rita Moreno    | Louise    |
| Cynthia O'Neal | Cindy     |
| Carol Kane     | Jennifer  |